# (3308) Ferreri
(3308) Ferreri es un asteroide perteneciente al cinturón de asteroides, descubierto el 1 de marzo de 1981 por Henri Debehogne y el también astrónomo Giovanni de Sanctis desde el Observatorio de La Silla, Chile.

## Designación y nombre
Designado provisionalmente como 1981 EP. Fue nombrado Ferreri en honor al astrónomo italiano Walter Ferreri.